# 池田卓生
池田 卓生（いけだ たかお　1969年7月1日-）は、日本のラジオプロデューサー。TBSラジオ執行役員、株式会社radiko代表取締役社長。

## 人物
大阪府吹田市出身。明治大学政治経済学部卒業後、番組制作会社テレコム・サウンズに入社。TBSラジオ、J-wave、FM YOKOHAMAの番組制作に関わる。離婚歴あり。1999年に退社し、ニューヨークにラジオ留学。ニューヨークでは日系の番組制作会社で、番組制作に関わる。
2001年に帰国、TBSラジオに入社し制作部配属となる。深夜放送「JUNK」や『伊集院光 日曜日の秘密基地』など、バラエティ番組をおもに担当。2012年4月から『赤江珠緒たまむすび』を担当。2014年4月に編成局編成部へ異動。2016年4月から2018年6月まで『伊集院光とらじおと』と『有馬隼人とらじおと山瀬まみと』プロデューサーを担当。2018年6月頃まで、編成局制作部で担当部長兼プロデューサーを勤める。その後、営業局営業推進部長などを歴任。
2022年6月、TBSラジオ執行役員に就任。
2025年、放送局出身としては初のradiko社長に就任。

## エピソード
- 2006年2月26日放送「伊集院光 日曜日の秘密基地」～どこの誰かは知らないけれど、話してみたらスゲー人スペシャル～が「第43回ギャラクシー賞 ラジオ部門」でギャラクシー大賞[6]となる。
- 2011年6月18日放送「久米宏ラジオなんですけど」で、「スーパークールビズドラマ・番町皿屋敷」のタイトルでリスナーが電話を通じて登場人物を演ずる生ラジオドラマが「第49回ギャラクシー賞 ラジオ部門」[7]となる。
- 2013年4月18日放送「赤江珠緒 たまむすび」～部活掛け声テレフォン～が「第51回ギャラクシー賞ラジオ部門」入賞[8]となる。

### 過去の担当番組
- ON SATURDAY（J-wave　ディレクター）
- 裕木奈江 YOKOHAMA City Radio（FM横浜 ディレクター）
- CLUB EdGE（以下、TBSラジオ　ディレクター）
- 赤江珠緒 たまむすび・小林悠 たまむすび（プロデューサー）
- 月曜JUNK 伊集院光 深夜の馬鹿力（ディレクター）※一時はプロデューサーも兼務

- JUNK・JUNK2・JUNK ZERO（プロデューサー）
  - 爆笑問題カーボーイ ：火曜JUNK
  - アンタッチャブルのシカゴマンゴ ：木曜JUNK
  - 笑い飯のトランジスタラジオくん：月曜JUNK2
  - おぎやはぎのメガネびいき ：金曜JUNK→火曜JUNK ZERO→木曜JUNK
  - カンニング竹山 生はダメラジオ：木曜JUNK2
  - 加藤浩次の吠え魂 ：金曜JUNK2→金曜JUNK
  - 山里亮太の不毛な議論 ：水曜JUNK
  - バナナマンのバナナムーンGOLD：金曜JUNK
  - エレ片のコント太郎：JUNKサタデー
- 伊集院光 日曜日の秘密基地 （プロデューサー・ディレクター）
- こちら山中デスクです（プロデューサー）
- 爆笑問題の日曜サンデー （プロデューサー）
- サンドウイッチマンの10分もらえたぜ!（プロデューサー）
- トータルテンボスのJUNKの前に聴きたまえ!（プロデューサー）
- 久米宏 ラジオなんですけど（プロデューサー）
- 浅田真央のにっぽんスマイル（プロデューサー）
- 伊集院光とらじおと（プロデューサー）
- 有馬隼人とらじおと山瀬まみと（プロデューサー）